# Nursery Rhymes

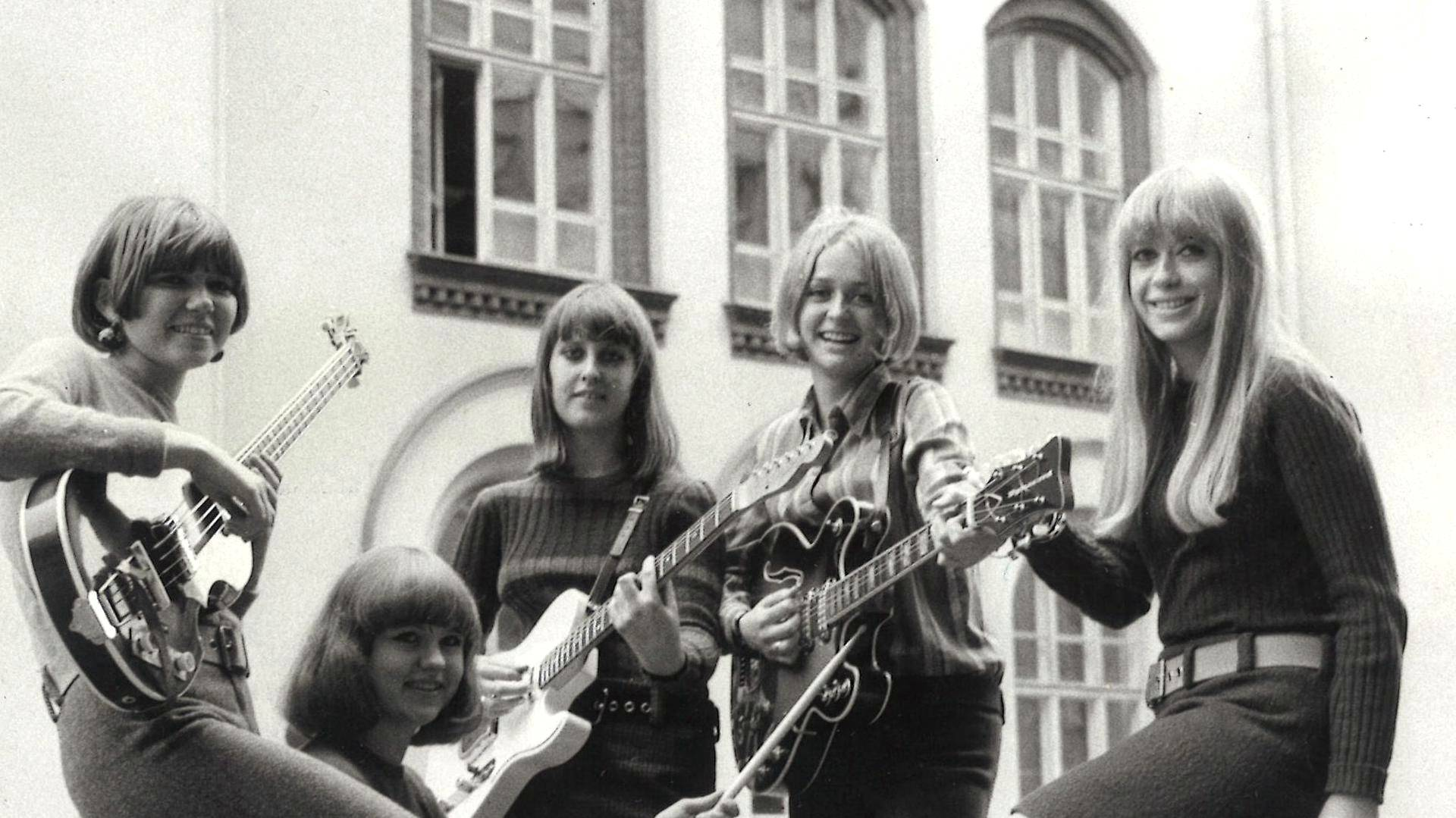
Nursery Rhymes på besök i Helsingfors år 1966: Gunilla Karlow, Birgitta Nordgren, Inger Jonsson, Noni Tellbrandt och Marie Selander.

Nursery Rhymes var ett svenskt popband som bildades 1964 och var aktivt till slutet av 1960-talet.  Alla musiker i bandet var kvinnor.
Nursery Rhymes bildades 1964 av fem stockholmsflickor i 16-årsåldern som spelat tillsammans under skoltiden. De var inspirerade av samtida amerikansk och engelsk popmusik, framförallt av grupper som Beatles och Rolling Stones. Nursery Rhymes tillhörde de mer kända banden i Sverige under 1960-talet men blev något styvmoderligt behandlade av pressen. I tidningarna kunde det lyda: "Visst är dom söta - men dom låter också", ”five pretty girls” och ”flickpopbandet”. 
Nursery Rhymes turnerade över stora delar av Sverige och spelade även i Danmark, Tyskland och England. De gav ut tre singelskivor med A-sidorna Peaches And Cream, Heat Wave och We're Gonna Hate Ourselves In The Morning; covers på låtar av de amerikanska sånggrupperna The Ikettes och Martha and the Vandellas samt Clifford Curry. År 2002 gav Svenskt Rockarkiv ut samlingsalbumet Från Plommons till Drain: svenska tjejrockband 1966–1999 där Nursery Rhymes ingår med We're Gonna Hate...
När bandet upplöstes i slutet av 1960-talet började Marie Selander ägna sig åt folkmusik och världsmusik. Birgitta Nordgren-Pincott och Wiveca Säwén spelade under 1970-talet i bandet NQB.

## Medlemmar
- Gunilla Karlow – basgitarr
- Inger Jonsson – sologitarr
- Birgitta Nordgren-Pincott – trummor
- Marie Selander – sång
- Noni Tellbrandt – kompgitarr
- Elisabeth Alexandersson, ersatte senare Karlow
- Wiveca Säwén, basgitarr, ersatte senare Elisabeth Alexandersson